# Graveyard Keeper
Graveyard Keeper è un videogioco di ruolo sviluppato da Lazy Bear Games e pubblicato da tinyBuild. La versione alpha è stata pubblicata per Microsoft Windows nel maggio 2018, e nel corso dell'anno pubblicato ufficialmente per Windows e Xbox One. Il 27 giugno 2019 sono state pubblicate le versioni per Nintendo Switch e PlayStation 4 sono stati rilasciati il 27 giugno del 2019.

## Storia
Il giocatore veste i panni di un uomo investito da un'auto che si sveglia in un mondo sconosciuto con ambientazione fantasy medievale dove ha il compito di prendersi cura del cimitero e della chiesa locali. Determinato a tornare a casa e riunirsi con la sua amante, il custode del cimitero interagisce con la gente del posto mentre aiuta con i loro problemi. Alla fine, il custode viene a conoscenza di un portale che può essere utilizzato per tornare a casa, ma ha bisogno di alcuni oggetti magici speciali per farlo funzionare, che sono in mano ad alcuni dei personaggi più influenti del villaggio. Dopo aver guadagnato la loro fiducia e ottenuto gli oggetti, il custode saluta i suoi amici ma invece di riportarlo a casa, il portale porta invece la sua amante nel suo mondo.

## Modalità di gioco
Graveyard Keeper si compone come un simulatore di cura del cimitero, ispirato a Stardew Valley e basato su Harvest Moon. Per progredire nella storia, il giocatore deve interagire con i personaggi, svolgendo delle piccole missioni affidate da questi personaggi, per ottenere oggetti e sostentarsi nel mondo a lui sconosciuto. Diverse abilità (dalla raccolta di componenti di tessuti e organi dai cadaveri, ai lavori di carpenteria, alla cucina e al giardinaggio) possono essere sbloccate tramite un albero delle abilità.

## DLC
Il DLC Breaking Dead è stato annunciato nel 2018 e pubblicato gratuitamente. Questa espansione aggiunge un tavolo di resurrezione per rianimare i corpi e utilizzarli come operai, raccogliere pietre e legna e creare oggetti.
Un secondo DLC a pagamento, intitolato Stranger Sins, è stato pubblicato il 28 ottobre 2019 e aggiunge nuovo contenuto al mondo di gioco e spiega meglio il passato dei personaggi. Viene introdotta una taverna gestibile dal giocatore, dove produrre e vendere beni alimentari. Viene aggiunto anche un nuovo finale che viene sbloccato dopo aver completato tutte le missioni del DLC.
Un terzo DLC a pagamento, Game of Crone, è stato pubblicato il 27 ottobre 2020. Il DLC aggiunge un campo profughi, fuggiti dall'inquisitore, che il giocatore deve aiutare per progredire con l'investigazione su un vampiro che terrorizza gli abitanti del villaggio.

## Accoglienza
| Testata                             | Versione | Giudizio |
| ----------------------------------- | -------- | -------- |
| Metacritic (media al 2 aprile 2021) | PC       | 69/100   |
| Metacritic (media al 2 aprile 2021) | Xbox One | 70/100   |
| Metacritic (media al 2 aprile 2021) | Switch   | 65/100   |

Il videogioco è stato accolto tiepidamente dalla critica: sebbene abbiano lodato l'idea e le meccaniche di inizio gioco, hanno notato come, dopo qualche ora, il gioco diventi ripetitivo e troppo incentrato sul mantenimento della fattoria.